# Saint-Malo-en-Donziois
Saint-Malo-en-Donziois is een gemeente in het Franse departement Nièvre (regio Bourgogne-Franche-Comté) en telt 134 inwoners (2009). De plaats maakt deel uit van het arrondissement Cosne-Cours-sur-Loire.

## Geografie
De oppervlakte van Saint-Malo-en-Donziois bedraagt 15,1 km², de bevolkingsdichtheid is 9,0 inwoners per km².
De onderstaande kaart toont de ligging van Saint-Malo-en-Donziois met de belangrijkste infrastructuur en aangrenzende gemeenten.

## Demografie
Onderstaande figuur toont het verloop van het inwonertal (bron: INSEE-tellingen).